# Visual InterDev
Microsoft Visual InterDev, часть Microsoft Visual Studio 97 и 6.0 — интегрированная среда разработки, используемая для разработки веб-приложений, применяющих технологию Microsoft Active Server Pages (ASP). Содержит редактор кода, инструменты управления серверными базами данных и интегрированный отладчик. Расширенный InterDev IDE используется совместно с Microsoft Visual J++, также является предшественником Visual Studio.NET IDE. InterDev IDE может быть найден в Microsoft Office 2000 как редактор сценариев.
Visual Web Developer (интегрированный в Visual Studio) и Visual Web Developer Express заменили InterDev в наборе инструментов Visual Studio.